# Хокуто (Яманасі)

35°46′36″ пн. ш. 138°25′25″ сх. д. / 35.77667° пн. ш. 138.42361° сх. д.
Хокуто́ (яп. 北杜市, ほくとし, МФА: [hoku̥to ɕi̥]) — місто в Японії, в префектурі Яманасі.

## Короткі відомості
Розташоване в північно-східній частині префектури. Виникло на основі сільських поселень раннього нового часу. Засноване 1 листопада 2004 року шляхом об'єднання містечок Сутама, Такане, Наґасака, Хакусю з селами Акено, Оїдзумі, Мукава. Основою економіки є сільське господарство, вирощування чорниці, харчова промисловість, виробництво високоточної техніки, туризм. Станом на 1 квітня 2009 площа міста становила 602,89 км². Станом на 1 липня 2011 населення міста становило 46 749 осіб.

## Різне
- 9191 Хокуто — астероїд, названий на честь міста[4].